# Thamnophis couchii
Thamnophis couchii là một loài rắn trong họ Rắn nước. Loài này được Kennicott mô tả khoa học đầu tiên năm 1859.